# Adnan Maral

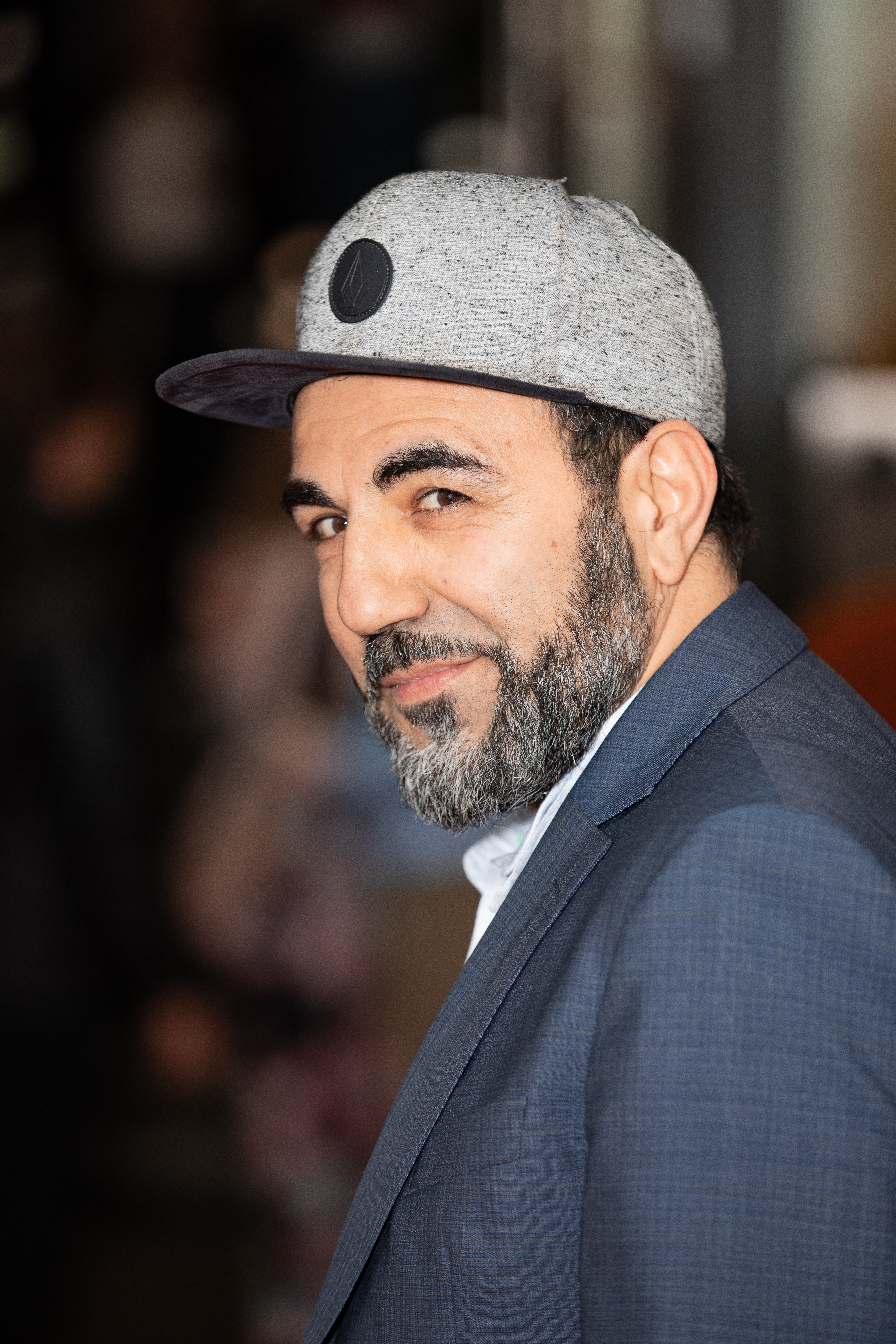
Adnan Maral (2020)

Adnan Maral (* 1. Juli 1968 in Çıldır, Ardahan, Türkei) ist ein deutsch-türkischer Schauspieler und Schriftsteller. Er ist in Frankfurt am Main aufgewachsen.

## Leben
Maral wurde in Çıldır in Ostanatolien geboren. Im Alter von zwei Jahren zog er mit der Mutter und zwei Brüdern nach Frankfurt/M., wo sein Vater Arbeit in einer Fabrik gefunden hatte.
Er spielte in seiner Jugend Theater, u. a. im Schülerklub am Frankfurter Schauspiel. Nach dem Abitur besuchte er die Schauspielschule Frankfurt und studierte anschließend Filmregie an der Hochschule für Gestaltung in Offenbach. 
Neben zahlreichen Auftritten in Kinofilmen und im Fernsehen war Maral auch oft im Theater zu sehen, zum Beispiel am Deutschen Theater Berlin und an der Schaubühne. Einem größeren Publikum bekannt geworden ist Maral durch seine Darstellung des Metin in der ARD-Vorabendserie Türkisch für Anfänger, mit der er internationale Fernsehpreise gewann. Von 2008 bis 2010 spielte Maral in der Kinderserie Schloss Einstein als Arvid Farsad mit.
Anlässlich der „Ernst-Reuter-Initiative“ für den deutsch-türkischen Dialog begleitete Maral im September 2006 den damaligen Bundesaußenminister Frank-Walter Steinmeier nach Istanbul.
In Die Wilden Kerle spielte er in drei von fünf Teilen jeweils drei verschiedene Rollen. (Teil 1: Obstverkäufer, Teil 2: Trainer vom SV 1906, Teil 3: Hadschi Ben Hadschi)
Im Jahr 2014 stellte er sein Buch Adnan für Anfänger vor.
Adnan Maral ist mit der Schweizer Schauspielerin Franziska Maral verheiratet, mit der er mehrmals gemeinsam vor der Kamera stand. Das Ehepaar hat drei Kinder (zwei Jungen und ein Mädchen) und lebt in der Nähe des Ammersees bei München.

## Filmografie

### Kino
- 2002: Lassie (Kurzfilm)
- 2003: Die Wilden Kerle
- 2004: Kebab Connection
- 2005: Die Wilden Kerle 2
- 2006: Die Wilden Kerle 3
- 2011: Unknown Identity (Unknown)
- 2011: Tom Sawyer
- 2012: Türkisch für Anfänger
- 2013: Sitting Next To Zoe
- 2014: Einmal Hans mit scharfer Soße
- 2015: Fünf Freunde 4
- 2016: Die Wilden Kerle – Die Legende lebt!
- 2016: Verrückt nach Fixi
- 2017: Auf der anderen Seite ist das Gras viel grüner
- 2017: Replace
- 2020: Die Känguru-Chroniken
- 2022: Die Känguru-Verschwörung

### Fernsehen
- 1996: Tatort: Der Entscheider
- 1997: Hinter Gittern – Der Frauenknast als Herr Ercan
- 1997: Marienhof
- 1998: Wolffs Revier
- 1999: T.V. Kaiser
- 1999: Musik hat ihn kaputt gemacht
- 1999: Ein starkes Team
- 2001: Natalie – Das Leben nach dem Babystrich
- 2001: Oh du Liebezeit
- 2002: Balko
- 2003: Karamuk
- 2004: Sabine!
- 2003: Berlin, Berlin (Fernsehserie, 1 Folgen 4×07)
- 2004: SOKO Köln
- 2004: Polizeiruf 110: Der Prinz von Homburg
- 2005: Kebab Connection
- 2005: Stubbe – Von Fall zu Fall
- 2005: Die Rettungsflieger
- 2006: Die Rosenheim-Cops
- 2006: Fay Grim
- 2006: Tatort: Sternenkinder
- 2006–2008: Türkisch für Anfänger (Fernsehserie, 52 Folgen 1x01–3x16)
- 2006: Tatort: Liebe am Nachmittag
- 2006: Blackout – Die Erinnerung ist tödlich
- 2007: Rosa Roth – Der Tag wird kommen (Dreiteiler)
- 2008–2010: Schloss Einstein
- 2008: Plötzlich Papa – Einspruch abgelehnt!
- 2008: Kölner Treff
- 2008: GSG 9 – Ihr Einsatz ist ihr Leben
- 2009: Der verlorene Sohn
- 2010: Die Akte Golgatha
- 2010: SOKO 5113
- 2011: Danni Lowinski
- 2012: Zappelphilipp
- 2013: Helden – Wenn dein Land dich braucht
- 2014: Ein Reihenhaus steht selten allein (Fernseh-Zweiteiler)
- 2014: Kückückskind
- 2015: Homeland (Folge 5x01)
- 2015: Tatort: Einmal wirklich sterben
- 2016: Nachtschicht – Der letzte Job
- 2016: Helen Dorn – Gefahr im Verzug
- 2017: Zaun an Zaun
- 2017–2020: Großstadtrevier (Fernsehserie, 8 Folgen)
- 2018: Heldt (2 Folgen) – Döner mit Biss und Holland in Not
- 2019: Die Inselärztin: Das Geheimnis (Fernsehreihe)
- 2019: Servus, Schwiegersohn!
- 2019: Stenzels Bescherung
- 2019–2021: Bettys Diagnose (4 Folgen)
- 2020: Matze, Kebab und Sauerkraut
- 2021: Servus, Schwiegermutter!
- 2023: Faraway
- seit 2023: WaPo Elbe (Fernsehserie)
- 2024: Das Traumschiff: Hudson Valley
- 2025: Nighties (Fernsehserie, alle Folgen der ersten Staffel)

## Auszeichnungen
- 2006: Deutscher Fernsehpreis in der Kategorie Beste Serie/Beste Schauspieler Serie für Türkisch für Anfänger

## Veröffentlichungen
- Süperopa : Roman, Blanvalet Taschenbuch Verlag 2019, ISBN 978-3-7341-0505-0.
- Super unkühl, Alter!, cbj-Verlag: München, 2015, ISBN 978-3-570-17153-0. (Jugendbuch)
- Adnan für Anfänger : mein Deutschland heißt Almanya, Blanvalet: München, 2014, ISBN 978-3-7645-0519-6.